# Karl-Axel Levin
Karl-Axel Levin (i riksdagen kallad Levin i Kämpinge), folkbokförd som Karl Axel Levin. född 1 mars  1923 i Lund, död 9 mars 1997 i Malmö Sankt Petri församling, var en svensk företagare och politiker för folkpartiet.
I riksdagen kallades han  Levin i Lund.
Karl-Axel Levin, som kom från en företagarfamilj, började i familjeföretaget AB K.J. Levin 1950 och var företagets vd 1957–1964. Han var också verksam i Företagarförbundet, bland annat som ordförande i dess avdelning i Lund. År 1955 valdes han in i Lunds stadsfullmäktige, vars vice ordförande han var 1967–1970.
Levin var riksdagsledamot 1969–1973, åren 1969–1970 i första kammaren för Malmöhus läns valkrets och 1971–1973 i enkammarriksdagen för fyrstadskretsen. I riksdagen var han bland annat ledamot i bevillningsutskottet 1970 och suppleant i skatteutskottet 1971–1973. Han var bland annat engagerad i skattepolitik. Levin är gravsatt i minneslunden på Sankt Pauli mellersta kyrkogård i Malmö.